# علاقات المغرب والبنك الدولي
تتركز العلاقات بين المغرب و البنك الدولي بشكل أساسي على البنية التحتية، مثل الطرق، النقل والصرف الصحي. بالإضافة إلى ذلك، يدعم البنك مشروعات في قطاع الصحة، تنمية الشباب، الطاقة المتجددة والحوكمة ودعم المشروعات الصغيرة والمتوسطة. هناك 27 مشروعاً قائماً، من بينها 3 مشروعات تم إطلاقهم في 2017. من 2014 حتى 2015، يستثمر البنك الدولي في المغرب أكثر من بليون دولار سنوياً.

## اقتصاد المغرب في نظر البنك الدولي
واصل الائتلاف الحكومي في المغرب بقيادة حزب العدالة والتنمية (المغرب)، منذ تعيينه في الخامس من أبريل 2017، تطبيق الإصلاحات التي بدأتها الحكومة السابقة، وركز بشكل أساسي على برامج الحماية الاجتماعية وخلق الوظائف والحد من الفوارق الاقتصادية في مختلف أنحاء البلاد. وعلى مدى الأشهر القليلة الماضية، واجهت الحكومة ضغوطاً متزايدة من سكان إقليم جرادة (شمال شرق المغرب) لمطالبتهم بإيجاد «بديل اقتصادي» للتخفيف من حدة الفقر والإقصاء في هذا الإقليم. وأعدت الحكومة خطة اقتصادية مقترحة لمعالجة معوقات التنمية في هذا الإقليم.
تعمل الحكومة على إعداد رؤية للاستجابة لدعوة جلالة الملك محمد السادس إلى مراجعة النموذج التنموي للبلاد. ويأتي ذلك بعد قرار جلالته إقالة عدد من المسؤولين رفيعي المستوى في أكتوبر 2017 في أعقاب نشر تقرير المجلس الأعلى للحسابات الذي أشار إلى وجود قصور في تنفيذ البرامج التنموية لمنطقة الريف، والتي شهدت موجة من الاحتجاجات الاجتماعية على مدار العام ونصف العام الماضيين.
على الصعيد الاقتصادي، بلغ معدل نمو إجمالي الناتج المحلي الحقيقي 4% في عام 2017 (مقابل 1.2% في 2016) وذلك في أعقاب تباطؤ حاد في عام 2016، مدعوماً بحدوث انتعاش قوي في الإنتاج الزراعي. وشهد القطاع الزراعي، مدفوعاً بزيادة إنتاج الحبوب عن المتوسط، انتعاشا قويا حيث بلغ معدل نموه 15.1%. لكن إجمالي الناتج المحلي غير الزراعي ظل منخفضا عند نحو 2.8%. وساهمت أنشطة التعدين بالقدر الأكبر في النمو المتحقق خارج قطاع الزراعة والذي يُعزى في معظمه إلى تعافي قطاع إنتاج الفوسفات. وبقي معدل التضخم منخفضا عند نسبة 0.7%. واستمر تصاعد معدل البطالة حيث ارتفع من 9.9% في عام 2016 إلى 10.2% في عام 2017، لاسيما فيما بين الشباب والمتعلمين وكذلك النساء (26.5% و17.9% و14.7% على التوالي)، مما يعكس ضعف قدرة الاقتصاد على تحقيق نمو كافة فئات المجتمع.
وتراجع عجز الموازنة العامة في 2017، فيما لم يكفِ التحسُّن الطفيف في الصادرات لتقليص عجز الميزان التجاري نظراً لزيادة الواردات. وبفضل اتباع سياسة مالية حصيفة، انخفض عجز الموازنة إلى 3.5% من إجمالي الناتج المحلي في 2017 واستقرت نسبة دين الحكومي المركزية عند حوالي 65.1%. وبالنسبة للعجز في ميزان الحساب الجاري، تشير التقديرات إلى أنه تراجع إلى 4% من إجمالي الناتج المحلي في 2017 (مقابل 4.4% في 2016). واتسع عجز الميزان التجاري بنسبة 2.8% رغم الارتفاع في صادرات الفوسفات. وفي الواقع، ارتفعت الصادرات بنسبة 9.4% فيما زادت الواردات بنسبة 6.4%، مما يعكس ارتفاعا حادا في أسعار النفط. وظلت عائدات السياحة والتحويلات مستقرة.
واعتمد البنك المركزي المغربي أخيراً إصلاحا يقضي بالتحوُّل إلى نظام صرف أكثر مرونة يسمح بتقلُّب سعر الصرف ضمن نطاق أوسع قدره 2.5% بالزيادة أو النقصان، مقابل النطاق السابق وهو 0.3%.
ومن المتوقع تراجع معدل نمو إجمالي الناتج المحلي إلى 3% في عام 2018، وعودة إنتاج الحبوب إلى متوسطه السابق، واستمرار معدل نمو إجمالي الناتج المحلي غير الزراعي عند نحو 3% في ظل غياب إجراء إصلاحات هيكلية أكثر صرامة. وسيواصل عجز المالية العامة انخفاضه إلى 3.3% من إجمالي الناتج المحلي، وذلك تماشياً مع التزام الحكومة بخفض العجز إلى 3% من إجمالي الناتج المحلي بحلول الأعوام 2019-2021 وخفض الدين العام إلى 60% من إجمالي الناتج المحلي بحلول عام 2021. وتماشياً مع هذه التدابير لضبط أوضاع المالية العامة وتوقعات أسعار النفط، فمن المتوقع أن يستقر متوسط العجز عند نحو 4.5% من إجمالي الناتج المحلي في السنوات 2018 - 2020، ويعكس ذلك استمرار نمو الصادرات وعائدات السياحة وتحويلات المغتربين والمهاجرين التي ستعوض واردات الطاقة.
وعلى المدى المتوسط، يُتوقَّع تحسُّن الآفاق الاقتصادية للمغرب شريطة أن تظل الحكومة ملتزمة بتنفيذ إصلاحات عميقة وشاملة. ولا تزال الآفاق المستقبلية مرتبطة بمواصلة ضبط أوضاع المالية العامة وتطبيق نظام لسعر الصرف يُدار بطريقة مرنة، وكذلك بتنفيذ إصلاحات هيكلية في مجالات أساسية مثل التعليم وسوق العمل لتقليص معدل البطالة، لاسيما بين الشباب، وتحسين بيئة الأعمال وتعزيز رأس المال البشري من أجل تحقيق نمو أكبر وشامل للجميع.

## إستراتيجية البنك الدولي في المغرب
أنهت مجموعة البنك الدولي تنفيذ إطار الشراكة الإستراتيجية للمغرب، الذي غطى السنوات المالية 2014-2017، ومن ثم قامت بإجراء استعراض الإنجازات والدروس التي تم الاستفادة منها أثناء التنفيذ، وهو عبارة عن تقييم شامل لإنجازات البرنامج. وبشكل عام، كان هذا الإطار متسقا مع الأولويات الإستراتيجية للحكومة كما هو مبيَّن في الدستور الجديد للمغرب وبرنامج الحكومة.
ودعماً لبرنامج الحكومة، سمح إطار الشراكة الإستراتيجية بزيادة مساندة أجندات الحكامة المفتوحة والنمو الأخضر في المغرب، وتحسين القدرة على المنافسة بقيادة القطاع الخاص، ودعم الاندماج في الاقتصاد العالمي، وتعميق التركيز على مساءلة المؤسسات العامة وتعزيز قدراتها.
وبشكل عام، كان إطار الشراكة الإستراتيجية بالغ الأهمية بالنسبة للمغرب. فقد كان بحق أول إستراتيجية مشتركة لمجموعة البنك الدولي بشأن المغرب (للسنوات المالية 2014-2017) والذي شارك في إعداده كل من البنك الدولي للإنشاء والتعمير، ومؤسسة التمويل الدولية، والوكالة الدولية لضمان الاستثمار. وركَّز على ثلاثة مجالات رئيسية، وهي: (أ) تشجيع النمو القادر على المنافسة والشامل للجميع؛ (ب) بناء مستقبل أخضر وقادر على التصدي للتقلبات المناخية؛ و(ج) تعزيز الحكامة والمؤسسات من أجل تحسين تقديم الخدمات لجميع المواطنين.
والقضايا المشتركة طوال مراحل البرنامج هي الشباب، والمساواة بين الجنسين، والتعبير عن الرأي، والمشاركة.
ولبدء الإعداد لمرحلة الشراكة التالية، قامت مجموعة البنك الدولي، بالتنسيق مع الحكومة وبالتشاور الوثيق مع أصحاب المصلحة المباشرة المعنيين، بإجراء دراسة تشخيصية منهجية عن المغرب لتحديد معوقات التنمية الرئيسية في البلاد والاستنارة بها في ترتيب أولويات إطار الشراكة الإستراتيجية القادم.
وتعمل مجموعة البنك الدولي حالياً مع الحكومة والأطراف المعنية الأخرى على أساس تشاوري لتحديد مجالات التركيز ذات الأولوية بالنسبة لبرنامج المجموعة في المرحلة المقبلة. وستُحدد مجالات المساندة حيثما يمكن للمجموعة تحقيق قيمة مضافة وتقديم الخبرات الدولية لمساندة نواتج التنمية الإستراتيجية للمغرب. كما ستُجرى سلسلة من المشاورات في الأشهر المقبلة مع مجموعة متنوعة من أصحاب المصلحة المباشرة (الأوساط الأكاديمية، البرلمانيون، المجموعات الشبابية، المجتمع المدني، القطاع الخاص، إلخ) لجمع التوصيات والآراء حول برنامج الشراكة المستقبلي لمجموعة البنك الدولي من أجل مساندة الحكومة المغربية.

## مشاريع 2017
في 2017 تم الموافقة على ثلاث مشروعات.

### تمويل المشروعات المبدعة الناشئة والمشروعات الصغيرة والمتوسطة
في 10 مارس 2017، أُطلق مشروع يهدف لمساعدة المشروعات المبدعة الناشئة. تبلغ تكلفة المشروع 50 مليون دولار، ويتوفر قروض ودعم مثل مراقبة وتقييم تلك الشركات. ينتهي المشروع في 2023 .

### مشروع تحديد الهوية والاستهداف من أجل الحماية الاجتماعية
تم الموافقة على هذا المشروع في 10 مارس 2017، ويتعهد بتوفير 100 مليون لتحسين السكل الوطني للسكان، قاعدة الضمان الاجتماعي. وشملت التحسينات تضمين البيانات المعتمدة على الحاسوب في السجل، وتحديث البيانات الموجودة لقاعدة البيانات الجديدة، ومراجعة إجراءات تنظيم التسجيل بشكل أفضل.

### مشروع سياسات التنمية الثاني لتطوير سوق المال وتمويل المشاريع الصغيرة والمتوسطة
تم الموافقة على هذا المشروع في 17 مارس 2017. وهو عبارة عن قرض للحكومة المغربية قيمته 350 مليون دولار. يهدف المشروع إلى دعم قطاع المشروعات الصغيرة والمتوسطة في المغرب وتعزيز الاقتصاد المغربي، وكذلك الإصلاح المؤسسي والتدقيق في القطاع المصرفي.

## إطار الشراكة القطرية
في 2014، كان إطار الشراكة القطرية يهدف إلى تعزيز القطاعين العام والخاص في المغرب. من أجل تعزيز بيئة أعمال أفضل، وبناء مستقبل مرن، تم زيادة قروض البنك الدولي للإنشاء والتعمير من 600 مليون دولار سنوياً إلى 1 بليون دولار على مدار السنوات الأربع الماضية. تركز إطار الشراكة القطرية بشكل كبير على تمكين المرأة.

## وصلات خارجية
- مشاريع البنك الدولي في المغرب